# Bahir Dar Kenema FC
El Bahir Dar Kenema FC es un equipo de fútbol de Etiopía que juega en la Liga etíope de fútbol, la primera división nacional.

## Historia
Fue fundado en el año 1973 en la ciudad de Bahir Dar como equipo de nivel aficionado y cuenta con una sección de fútbol femenil. El 29 de julio de 2018 el club aseguró el ascenso a la liga etíope de fútbol por primera vez en su historia luego de vencer al Ethiopian Insurance FC, asegurando el liderato del grupo A de la segunda categoría a falta de tres partidos para terminar la temporada.
Tuvo su primera aparición en una competición internacional en la Copa Confederación de la CAF 2023-24 donde fue eliminado en la segunda ronda por el Club Africain de Túnez.

## Participación en competiciones de la CAF
| Temporada | Torneo                       | Ronda | Club          | Casa | Visita | Global      |
| --------- | ---------------------------- | ----- | ------------- | ---- | ------ | ----------- |
| 2023/24   | Copa Confederación de la CAF | 1     | Azam FC       | 2-1  | 1-2    | 3-3 (4-3 p) |
| 2023/24   | Copa Confederación de la CAF | 2     | Club Africain | 2-0  | 0-3    | 2-3         |